# Aspilota ordinaria
Aspilota ordinaria är en stekelart som beskrevs av Fischer 1971. Aspilota ordinaria ingår i släktet Aspilota och familjen bracksteklar. Inga underarter finns listade.